# Dazu
Dazu, tidigare stavat Tatsu , är ett yttre stadsdistrikt i storstadsområdet Chongqing i sydvästra Kina. Antalet invånare vid folkräkningen 2020 var 834 592.
Dazu härad tillhörde tidigare Sichuan-provinsen, men överfördes till Chongqing när staden fick provinsstatus 1997. 2011 slogs Dazu samman med Shuangqiao och bildade stadsdistriktet Dazu i Chongqings storstadsområde.
Orten är mest känd för klippristningarna i Dazu, som förklarats som världsarv av UNESCO.

## Administrativ indelning
Distriktet är indelat i sex stadsdelsdistrikt och 21 köpingar.
Stadsdelsdistrikt (jiedao):

- Longgang (龙岗街道)
- Longtanzi (龙滩子街道)
- Shuanglu (双路街道)
- Tangxiang (棠香街道)
- Tongqiao (通桥街道)
- Zhifeng (智凤街道)

Köpingar (zhen):

- Baoding (宝顶镇)
- Baoxing (宝兴镇)
- Gaoping (高坪镇)
- Gaosheng (高升镇)
- Gulong (古龙镇)
- Guoliang (国梁镇)
- Huilong (回龙镇)
- Jijia (季家镇)
- Jinshan (金山镇)
- Longshi (龙石镇)
- Longshui (龙水镇)
- Sanqu (三驱镇)
- Shima (石马镇)
- Shiwan (拾万镇)
- Tieshan (铁山镇)
- Wangu (万古镇)
- Yongxi (雍溪镇)
- Youting (邮亭镇)
- Yulong (玉龙镇)
- Zhong'ao (中敖镇)
- Zhuxi (珠溪镇)